# Schoolbestuur
Het schoolbestuur is in Nederland het eindverantwoordelijk orgaan voor de beslissingen die in verband met de school worden genomen over het onderwijs dat wordt gegeven, en over de school als geheel.
Bij deze beslissingen valt enerzijds te denken aan de keuze van een wiskundemethode, huiswerkbegeleiding, klasindeling enz., en anderzijds aan verandering van de onderwijskundige doelstelling van de school, fuseren met een andere school enz. Het schoolbestuur neemt die beslissingen in overleg met de (gemeenschappelijke) medezeggenschapsraad. Er wordt ook wel verwezen naar het bevoegd gezag.

## Openbaar onderwijs
Het schoolbestuur van een school voor openbaar onderwijs ging van oudsher uit van de gemeente of het rijk. In de periode 1991-1995 werden de rijksscholen overgedragen aan de gemeenten waarin ze waren gelegen.
Veel gemeenten hebben tegenwoordig (2012) het bestuur op afstand geplaatst. Dat kan door het instellen van een bestuurscommissie (art. 83 Gemeentewet) of door het oprichten van een stichting (BW Boek 2) of een openbaar rechtspersoon (art. 47 Wpo of art. 42a Wvo).

## Bijzonder onderwijs
Het schoolbestuur van een school voor bijzonder onderwijs wordt gevormd door een stichting of vereniging. 
Op grond van artikel 17 van de Wet op het primair onderwijs en artikel 53c van de Wet op het voortgezet onderwijs kunnen de besturen van openbare en bijzondere scholen fuseren door op te gaan in een zogenoemde samenwerkingsstichting.